# Bet Chaggaj
Bet Chaggaj (hebr. בית חגי) – wieś położona w Samorządzie Regionu Har Chewron, w Dystrykcie Judei i Samarii, w Izraelu.
Leży w górach Judzkich, w południowej części Judei, w otoczeniu terytoriów Autonomii Palestyńskiej.

## Historia
Osadę założono w 1984. Nazwę nadano od pierwszych liter trzech studentów jesziwy z Kirjat Arba – Hanana Krauthammera, Gershona Kleina i Yaakova Zimmermana – którzy zostali zamordowani podczas ataku terrorystycznego 2 maja 1980.